# Grandmaster (videogioco)
Grandmaster, scritto anche Grand Master, è un videogioco di scacchi pubblicato nel 1982 per Commodore VIC-20 e Commodore 64 e nel 1985 per Commodore 16 dalla tedesca Kingsoft, autrice originale, e dalla britannica Audiogenic. Una prima versione per VIC-20 era intitolata Boss.
Sulle copertine di alcune edizioni è chiamato Grandmaster Chess, ma non ha alcun legame con il Grandmaster Chess per DOS del 1993.
Una riedizione del 1986 per Commodore 64 intitolata Grandmaster Chess include anche Renaissance, un videogioco di Othello del 1982.
Per Commodore 16 Grandmaster uscì anche all'interno della raccolta Plus-Paket 16 del 1986, insieme ad altri tre giochi della Kingsoft.

## Modalità di gioco
Il gioco è soltanto per un giocatore contro il computer, impostabile a 10 livelli di difficoltà. L'abilità del computer è proporzionale al tempo medio di calcolo di una mossa, che a seconda del livello va da pochi secondi a due ore; un livello speciale, per usi particolari, può arrivare a giorni. Per le prime mosse il programma conosce anche una serie di aperture predefinite. C'è anche la possibilità di interrompere in ogni momento il calcolo, obbligando il computer a fare subito la miglior mossa che ha trovato finora.
La scacchiera viene visualizzata bidimensionale in bianco e nero monocromo, ma è possibile modificare a piacere i colori di sfondo, primo piano e bordo. Il controllo avviene solo tramite tastiera, digitando le coordinate standard delle caselle. A lato della scacchiera si trovano i cronometri per entrambi i giocatori e informazioni varie, tra cui la profondità dell'analisi raggiunta dal computer durante il suo turno (P1 significa che sta analizzando le proprie mosse possibili, P2 le possibili contromosse dell'avversario, e così via) e la miglior mossa che ha trovato finora.
Altre funzioni disponibili sono annullare l'ultima mossa, compresa l'eventuale risposta del computer, chiedere un suggerimento per la prossima mossa, e far giocare il computer contro sé stesso. Manca del tutto invece un editor di scacchiera per disporre i pezzi a piacere.

## Storia
Grandmaster fu il primo prodotto della Kingsoft. Prima di aprire l'attività, il fondatore Fritz Schäfer sviluppò insieme a un amico, a livello amatoriale, un gioco di scacchi per Commodore PET chiamato Boss. Quando uscì il Commodore VIC-20, basato sullo stesso processore del PET ma con superiori capacità grafiche, poiché la Commodore ancora non forniva un gioco di scacchi per il nuovo computer, Schäfer pensò di convertire Boss per il VIC-20 e farne un prodotto commerciale. A questo scopo fondò la Kingsoft nel 1982 e iniziò vendendo Boss dalla casa dei suoi genitori a Roetgen, tramite inserzione pubblicitaria sulla rivista Chip, ordini telefonici diretti e spedizione postale. Ci fu abbastanza successo da passare poi alla pubblicazione internazionale, affidata alla Kavan Software e alla Audiogenic. In seguito i distributori britannici, poiché la parola boss ha una connotazione negativa in inglese, suggerirono di cambiare il titolo, che divenne Grandmaster.

## Competizioni
Già il primo Boss per VIC-20 si fece notare per l'abilità del suo motore scacchistico. Alla fiera Hobbytronic di Stoccarda del 1982, il capo della Kingsoft Fritz Schäfer vide il grande maestro Theo Schuster competere simultaneamente contro diversi programmi di scacchi, e ottenne di farlo giocare anche contro Boss. Schuster batteva facilmente i computer, ma con Boss provò a giocare in maniera più temeraria e rischiò di perdere, finendo in patta.
I produttori britannici di Boss sostenevano di aver fatto competere il programma in un torneo contro Sargon II per Apple II, Petchess per Commodore PET e Chessmaster per TI-99/4A, e Boss aveva battuto tutti gli altri due volte su due. Era un vanto soprattutto aver battuto Sargon II, allora considerato il meglio su microcomputer. La Audiogenic pubblicizzava Boss usando proprio la frase "batte Sargon II".
In seguito anche alcune riviste indipendenti fecero competere il motore scacchistico di Grandmaster con altri giochi di scacchi per home computer dell'epoca e pubblicarono articoli sui risultati.
La britannica Your 64 nel 1984 testò la versione Commodore 64 contro Microchess (1978), che venne sempre battuto anche impostandolo al livello più difficile contro il più facile di Grandmaster; contro Petchess (1981), che si difese meglio di Microchess, ma subì la stessa sorte; e contro Sensory Chess Challenger (una scacchiera elettronica della Fidelity Electronics), che riuscì a vincere soltanto a un livello di abilità che avesse un tempo di calcolo quadruplo dell'avversario.
La britannica Personal Computer Games nel 1984 fece competere la versione Commodore 64 contro Colossus Chess 2.0 (1984), che vinse sempre, ma la rivista giudicò comunque  Grandmaster uno dei motori più forti rispetto a una decina di altri che testò su altri modelli di computer.
La tedesca Aktueller Software Markt nel 1986 fece competere la versione Commodore 16 contro Caissa 5 per Commodore 64, che venne battuto, nonostante la minore potenza del Commodore 16.